# Chak De! India
Chak De! India è un film indiano del 2007 diretto da Shimit Amin.
Il film racconta di una immaginaria nazionale di hockey su prato femminile indiana, ispirata a quella che ha vinto i Giochi del Commonwealth 2002, ed esplora temi come il femminismo, il sessismo, l'eredità della partizione dell'India, il bigottismo religioso e razziale e il pregiudizio regionale ed etnico.

## Premi
- Billie Awards
  - 2008: "Entertainment Award" (Shimit Amin)
- Filmfare Awards
  - 2008: "Critics Best Film", "Best Actor" (Shah Rukh Khan), "Best Action" (Rob Miller), "Best Cinematographer" (Sudeep Chatterjee), "Best Editing" (Amitabh Shukla)
- International Indian Film Academy Awards
  - 2008: "Best Film", "Best Director" (Shimit Amin), "Best Screenplay" (Jaideep Sahni), "Best Story" (Jaideep Sahni), "Best Actor" (Shah Rukh Khan), "Best Cinematography" (Sudeep Chatterjee), "Best Editing" (Amitabh Shukla), "Best Sound Recording" (Manas Choudhary, Ali Merchant), "Best Sound Re-Recording" (Anuj Mathur, Ali Merchant)
- National Film Awards
  - 2009: "Best Popular Film Providing Wholesome Entertainment" (Aditya Chopra, Shimit Amin)
- Producers Guild Film Awards
  - 2008: "Best Film", "Best Director" (Shimit Amin), "Best Screenplay" (Jaideep Sahni), "Best Story" (Jaideep Sahni), "Best Actor in a Leading Role" (Shah Rukh Khan), "Best Editor" (Amitabh Shukla), "Best Sound" (Manas Choudhary, Ali Merchant), "Best Re-Recording" (Anuj Mathur)
- Screen Awards
  - 2008: "Best Film", "Best Director" (Shimit Amin), "Best Cinematography" (Sudeep Chatterjee), "Best Actor" (Shah Rukh Khan), "Best Supporting Actress" (Chak De Girls), "Best Editing" (Amitabh Shukla)
- Stardust Awards
  - 2008: "Hottest Young Film Maker" (Shimit Amin), "The New Menace" (Shilpa Shukla), "New Musical Sensation (Male)" (Krishna & Salim Merchant - Maula Mere Le Le Meri Jaan)
- V. Shantaram Awards
  - 2007: "Best Film", "Best Director" (Shimit Amin), "Best Actor" (Shah Rukh Khan), "Best Editor" (Amitabh Shukla), "Best Sound" (Manas Choudhary, Ali Merchant)
- Zee Cine Awards
  - 2008: "Best Film", "Best Actor – Male" (Shah Rukh Khan), "Best Dialogue" (Jaideep Sahni), "Best Cinematography" (Sudeep Chatterjee), "Best Editing" (Amitabh Shukla)